# Ocean 2: The Answer
Ocean 2: The Answer – szesnasty album studyjny niemieckiej grupy rockowej Eloy, wydany w 1998 roku nakładem GUN Records.

## Lista utworów
Opracowano na podstawie materiału źródłowego.
| Nr | Tytuł utworu                          | Muzyka                                                | Długość |
| -- | ------------------------------------- | ----------------------------------------------------- | ------- |
| 1. | „Between Future and Past”             | Michael Gerlach                                       | 2:43    |
| 2. | „Ro Setau”                            | Frank Bornemann                                       | 7:09    |
| 3. | „Paralysed Civilization”              | Frank Bornemann, Michael Gerlach                      | 9:28    |
| 4. | „Serenity”                            | Frank Bornemann, Michael Gerlach, Klaus-Peter Matziol | 3:09    |
| 5. | „Awakening of Consciousness”          | Frank Bornemann, Michael Gerlach                      | 6:03    |
| 6. | „Reflections from the Spheres Beyond” | Frank Bornemann, Michael Gerlach                      | 12:59   |
| 7. | „Waves of Intuition”                  | Frank Bornemann, Klaus-Peter Matziol                  | 4:56    |
| 8. | „The Answer”                          | Frank Bornemann                                       | 11:19   |
|    |                                       |                                                       | 57:46   |

- słowa napisał Frank Bornemann

## Twórcy
Opracowano na podstawie materiału źródłowego.
Muzycy:
- Frank Bornemann – gitary, śpiew
- Michael Gerlach – keyboardy
- Klaus-Peter Matziol – gitara basowa
- Bodo Schopf – perkusja, instrumenty perkusyjne

Dodatkowi muzycy:
- Steve Mann — gitara (8)
- Susanne Schätzle — wokal wspierający
- Tina Lux — wokal wspierający
- Hannes Folberth — Minimoog (2)
- Volker Kuinke — flet (3, 7, 8)
- Peter Beckett, Tom Jackson — chór (8)
- Daniela Wöhler, Frederike Stübner, Susanne Moldenhauer — soprany (8)
- chór Filharmonii Praskiej (8)

Produkcja:
- Frank Bornemann – produkcja muzyczna
- Gerhard "Anyway" Wölfle - inżynieria dźwięku